# Lista de telenovelas da Rede Manchete

Logotipo da Rede Manchete.

Esta é uma lista de telenovelas da Rede Manchete, uma rede de televisão comercial brasileira fundada na cidade do Rio de Janeiro em 5 de junho de 1983 pelo empresário ucraniano naturalizado brasileiro Adolpho Bloch. A emissora permaneceu no ar até 10 de maio de 1999 (até ser substituída pela RedeTV).
Durante este período, exibiu dezenove telenovelas. A telenovela de menor duração foi Brida, exibida em 1998, com 54 capítulos; todavia, Brida foi abruptamente interrompida em função da crise da emissora à época. À parte o brusco encerramento de Brida, a telenovela de menor duração foi Novo Amor, exibida em 1986, com 59 capítulos. A telenovela de maior duração foi Mandacaru, exibida entre 1997 e 1998, com 259 capítulos.

## Década de 1980
| #  | Início                 | Término                | Título           | Cap. | Horário | Autor                 | Diretor                 | Ref.          |
| -- | ---------------------- | ---------------------- | ---------------- | ---- | ------- | --------------------- | ----------------------- | ------------- |
| 1  | 1 de julho de 1985     | 23 de novembro de 1985 | Antônio Maria    | 126  | 18h30   | Geraldo Vietri        | Geraldo Vietri          | [ 8 ] [ 9 ]   |
| 2  | 31 de março de 1986    | 11 de julho de 1986    | Dona Beija       | 89   | 21h30   | Wilson Aguiar Filho   | Herval Rossano          | [ 10 ] [ 11 ] |
| 3  | 14 de julho de 1986    | 20 de setembro de 1986 | Novo Amor        | 65   | 21h30   | Manoel Carlos         | Herval Rossano          | [ 6 ] [ 12 ]  |
| 4  | 15 de setembro de 1986 | 21 de março de 1987    | Tudo ou Nada     | 136  | 19h40   | José Antonio de Souza | Herval Rossano          | [ 6 ] [ 13 ]  |
| 5  | 22 de setembro de 1986 | 28 de março de 1987    | Mania de Querer  | 152  | 21h30   | Sylvan Paezzo         | Herval Rossano          | [ 14 ]        |
| 6  | 30 de março de 1987    | 2 de outubro de 1987   | Corpo Santo      | 162  | 21h30   | José Louzeiro         | José Wilker             | [ 15 ] [ 16 ] |
| 7  | 4 de maio de 1987      | 7 de novembro de 1987  | Helena           | 161  | 19h40   | Mário Prata           | José Wilker             | [ 17 ] [ 18 ] |
| 8  | 5 de outubro de 1987   | 14 de maio de 1988     | Carmem           | 191  | 21h30   | Glória Perez          | José Wilker             | [ 19 ] [ 18 ] |
| 9  | 22 de agosto de 1988   | 6 de janeiro de 1989   | Olho por Olho    | 119  | 21h30   | José Louzeiro         | Ary Coslov Atílio Riccó | [ 20 ] [ 21 ] |
| 10 | 19 de julho de 1989    | 25 de março de 1990    | Kananga do Japão | 208  | 21h30   | Wilson Aguiar Filho   | Tizuka Yamasaki         | [ 22 ] [ 23 ] |

## Década de 1990
| #         | Início                 | Término                | Título                             | Cap. | Horário | Autor                                    | Diretor           | Ref.               |
| --------- | ---------------------- | ---------------------- | ---------------------------------- | ---- | ------- | ---------------------------------------- | ----------------- | ------------------ |
| 11        | 27 de março de 1990    | 10 de dezembro de 1990 | Pantanal                           | 216  | 21h30   | Benedito Ruy Barbosa                     | Jayme Monjardim   | [ 24 ] [ 25 ]      |
| 12        | 12 de dezembro de 1990 | 13 de outubro de 1991  | A História de Ana Raio e Zé Trovão | 251  | 21h30   | Marcos Caruso Rita Buzzar                | Jayme Monjardim   | [ 26 ] [ 27 ]      |
| 13        | 10 de dezembro de 1991 | 29 de junho de 1992    | Amazônia                           | 162  | 21h30   | Jorge Duran Denise Bandeira Regina Braga | Tizuka Yamasaki   | [ 28 ] [ 29 ]      |
| Cancelada | Cancelada              | Cancelada              | O Marajá                           | —    | —       | José Louzeiro Regina Braga               | Marcos Schechtman | [ 31 ]             |
| 14        | 30 de novembro de 1993 | 9 de abril de 1994     | Guerra sem fim                     | 86   | 21h30   | José Louzeiro                            | Marcos Schechtman | [ 32 ] [ 33 ]      |
| 15        | 11 de abril de 1994    | 22 de outubro de 1994  | 74.5: Uma Onda no Ar               | 127  | 21h30   | Chico de Assis                           | Cecil Thiré       | [ 34 ] [ 35 ]      |
| 16        | 16 de outubro de 1995  | 16 de setembro de 1996 | Tocaia Grande                      | 236  | 21h30   | Duca Rachid                              | Walter Avancini   | [ 36 ] [ 37 ]      |
| 17        | 17 de setembro de 1996 | 11 de agosto de 1997   | Xica da Silva                      | 231  | 21h30   | Walcyr Carrasco                          | Walter Avancini   | [ 38 ] [ 39 ]      |
| 18        | 12 de agosto de 1997   | 8 de agosto de 1998    | Mandacaru                          | 259  | 21h30   | Carlos Alberto Ratton                    | Walter Avancini   | [ 40 ] [ 7 ]       |
| 19        | 11 de agosto de 1998   | 23 de outubro de 1998  | Brida                              | 54   | 21h30   | Jayme Camargo                            | Walter Avancini   | [ 5 ] [ 41 ] [ 4 ] |

## Telenovelas internacionais
| # | Início                 | Termino                | Título no Brasil      | Título Original                   | Cap. | Horário           | País           | Audiência | Emissora      |
| - | ---------------------- | ---------------------- | --------------------- | --------------------------------- | ---- | ----------------- | -------------- | --------- | ------------- |
| 1 | 09 de dezembro de 1991 | 30 de abril de 1992    | Paixão e Ódio         | The Bold and the Beautiful        | 83   | 22h30 23h00 18h00 | Estados Unidos | 1.83      | CBS           |
| 2 | 16 de novembro de 1992 | 1 de maio de 1993      | Valéria e Maximiliano | Valeria y Maximiliano             | 86   | 19h00             | México         | 0.97      | Las Estrellas |
| 3 | 19 de junho de 1995    | 29 de dezembro de 1995 | Além do Horizonte     | Milagros - Más Allá del Horizonte | 140  | 18h50             | Argentina      | 1.17      | Canal 9       |